# Teucholabis (Teucholabis) podagra
Teucholabis (Teucholabis) podagra is een tweevleugelige uit de familie steltmuggen (Limoniidae). De soort komt voor in het Neotropisch gebied.